# Plaque (onderscheiding)

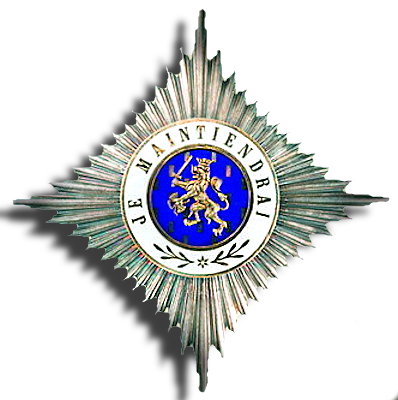
Plaque behorend bij Grootofficier in de Orde van Oranje-Nassau

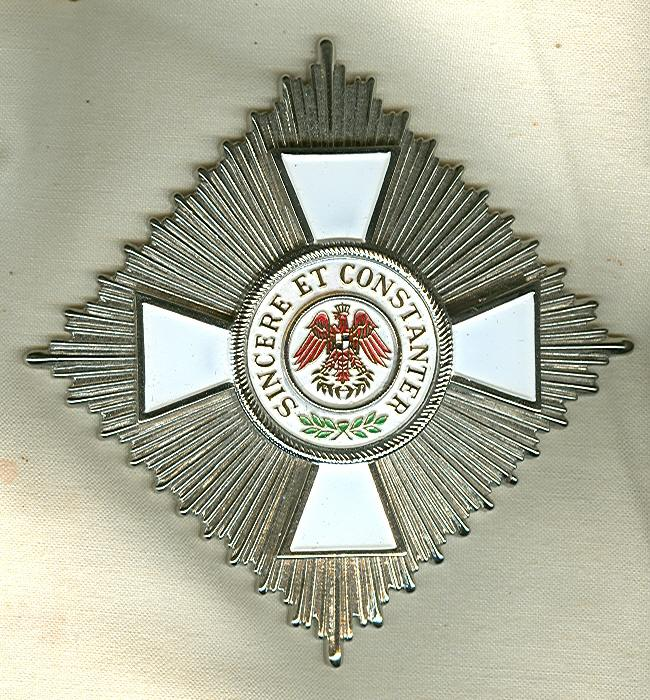
Plaque van de Orde van de Rode Adelaar. Particuliere verzameling Groningen.

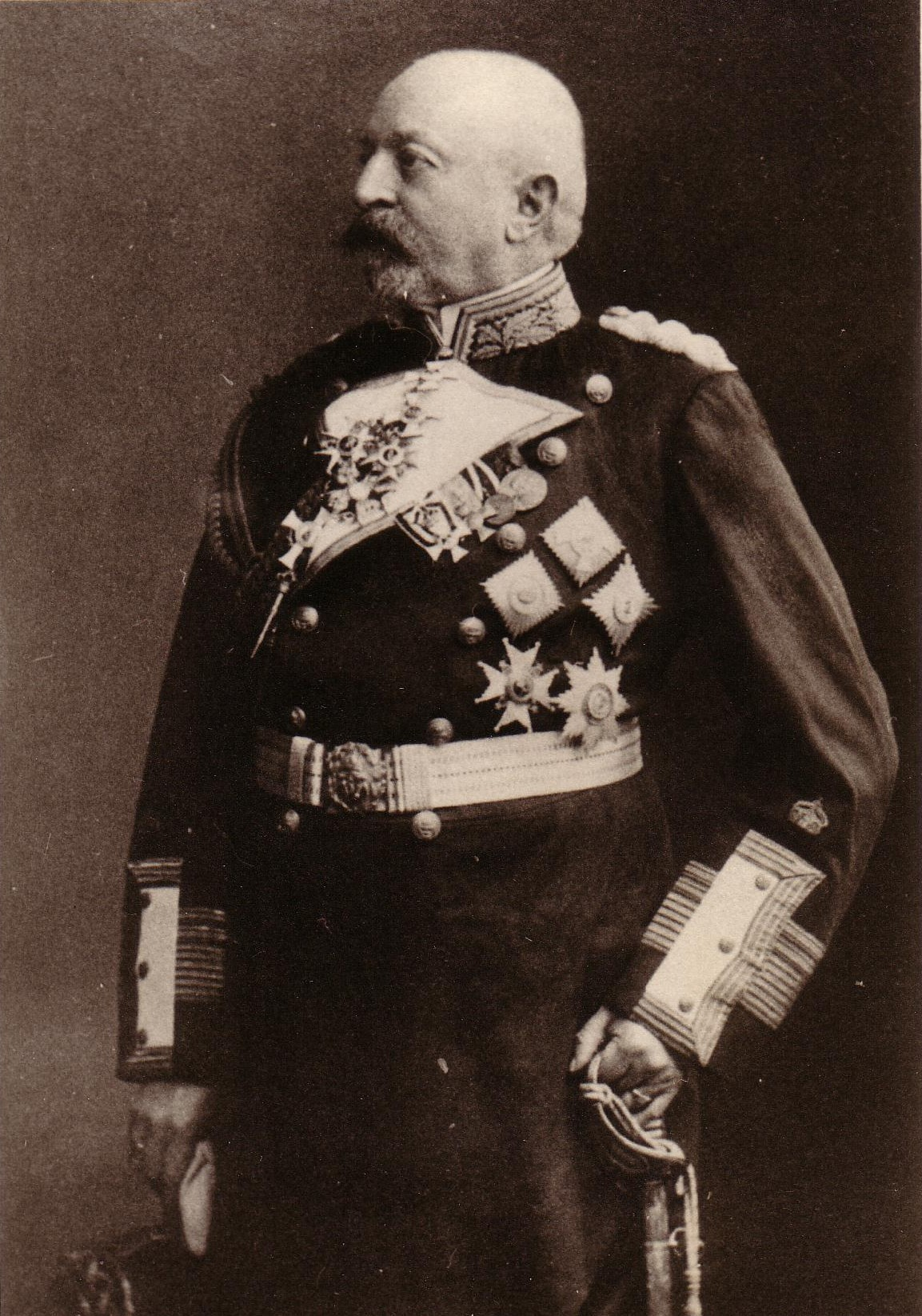
Admiraal Curt von Prittwitz und Gaffron met drie plaques waaronder die van de Orde van de Rode Adelaar en op de borst het kruis van een Grootofficier in de Orde van Sint-Olaf.

Een plaque is een min of meer vierkante onderscheiding die op de borst wordt gedragen. Een plaque is meestal onderdeel van een ridderorde en behoort dan vaak, maar niet altijd, tot de versierselen van de op een na hoogste rang in een orde; de grootofficier.
Wanneer een commandeur in een orde een plaque, ster of kruis op de borst draagt gaat men er in het diplomatieke verkeer van uit dat de onderscheiding gelijkwaardig is aan een grootofficier.
De versierselen van een ridderorde kunnen alle mogelijke vormen aannemen. Voor op de borst zijn er sterren in allerlei vorm. Wanneer het onderscheidingsteken vierkant, rond of ovaal is of vanwege de vorm geen ster genoemd mag worden spreekt men in de faleristiek van een plaque.
Het is dus mogelijk dat ook de grootkruisen in een ridderorde geen ster maar een plaque dragen. Dat is bijvoorbeeld het geval bij de Nederlandse Kroonorde.
Ook de op de borst gedragen kruisen van de Belgische Leopoldsorde kan men plaques noemen.
De op de borst gedragen sterren , kruisen en plaques waren tot in het midden van de 19e eeuw geborduurd. Het materiaal was goud- of zilverdraad en borduursel in de toepasselijke kleuren. Na 1850 werden de insignia steeds vaker van metaal vervaardigd. De zilveren, verguld zilveren of gouden sterren en plaques werden met een pin, een schroefdraad of met garen door ogen op de achterkant op het uniform of het jasje van het rokkostuum bevestigd. In latere versies van sterren en plaques werden gespen en haken gebruikelijker.